# استان بحر الغزال
استان بحر الغزال (به لاتین: Bahr el Ghazal) یک منطقهٔ مسکونی در سودان جنوبی است که در سودان جنوبی واقع شده‌است. استان بحر الغزال ۲۱۰٬۷۸۵٫۵۷ کیلومتر مربع مساحت و ۴٬۲۹۶٬۶۰۰ نفر جمعیت دارد.